# Quận Crowley, Colorado
Quận Crowley là một trong số 64 quận của tiểu bang Colorado của Hoa Kỳ. Dân số của quận đạt mức 5518 theo cuộc điều tra dân số Hoa Kỳ năm 2000 2. Quận lỵ là Ordway.6

## Lịch sử
Quận Crowley được thành lập bởi các cơ quan lập pháp bang Colorado vào ngày 29 tháng năm 1911, trên các phần phía bắc của quận Otero, trước đó cả hai đều thuộc quận Bent. Quận này được đặt tên theo John H. Crowley, thượng nghị sĩ quận Otero tại thời điểm chia tách quận. cư dân nguyên thủy của nó thập kỷ trước đó đã được người Mỹ bản địa, Cheyenne hơn các bộ lạc khác đồng thời mở rộng phía Tây của Hoa Kỳ đến.
Khu định cư quan trọng đầu tiên lập ở đây vào năm 1887 khi tuyến đường sắt Thái Bình Dương đến Missouri chạy qua đây từ phía đông, trên đường tới khu vực mỏ vàng Pueblo và Colorado trong thời kỳ đổ xô đi tìm vàng ở Colorado.
Quận lỵ là trong Ordway, một thị trấn thành lập vào năm 1890 nhanh chóng trở thành trung tâm kinh tế của khu vực. Các thị trấn khác vẫn tồn tại dọc theo tuyến đường đường sắt Thái Bình Dương của Missouri là đường phố, Crowley, và Olney Springs.
Một vài năm sau đó, các nhà phát triển đã cho đào một con kênh Đông từ sông Arkansas, với các kế hoạch đầy tham vọng để tưới cho một triệu mẫu Anh (4000 km ²) tại Kansas. Điều này đã giúp biến quận Crowley thành một khu vực phát triển nông nghiệp.
Quận Crowley có một nhà tù tiểu bang. Các điều tra dân số năm 2000 cho thấy 5.518 cư dân quận hạt, trong đó 1.955 là tù nhân, khiến cho quận Crowley có tỷ lệ phần trăm tù nhân trong dân số cao nhất trong bất kỳ quận nào khác tại Hoa Kỳ

## Địa lý
Theo Cục Điều tra Dân số Hoa Kỳ, quận có tổng diện tích 800 dặm vuông (2,072.0 km2), trong đó 789 dặm vuông (2,043.5 km2) là đất và 11 dặm vuông (28,5 km2) (1,42%) là diện tích mặt nước.

## Các quận lân cận
- Quận Lincoln, Colorado - (phía Bắc)
- Quận El Paso, Colorado-(tây bắc)
- Quận Otero - (phía Nam)
- Quận Kiowa - (phía đông)
- Quận Pueblo - (tây)

## Nhân khẩu
Theo điều tra dân số 2 năm 2000, quận này có dân số 5.518 người, 1.358 hộ gia đình, và 957 gia đình sống trong quận hạt. Mật độ dân số là 7 người trên một dặm vuông (3/km ²). Có 1.542 đơn vị nhà ở với mật độ trung bình 2 trên một dặm vuông (1/km ²). Về thành phần chủng tộc của dân cư sinh sống ở quận, có 82,95% người da trắng, 7,05% da đen hay Mỹ gốc Phi, 2,59% người Mỹ bản xứ, 0,82% châu Á, Thái Bình Dương 0,02%, 4,77% từ các chủng tộc khác, và 1,81% từ hai hoặc nhiều chủng tộc. 22,54% dân số là người Hispanic hay Latino thuộc một chủng tộc nào.
Có 1.358 hộ, trong đó 34,50% có trẻ em dưới 18 tuổi sống chung với họ, 55,10% là đôi vợ chồng sống với nhau, 11,00% có nữ hộ và không có chồng, và 29,50% là không gia đình. 25,70% hộ gia đình đã được tạo ra từ các cá nhân và 13,00% có người sống một mình 65 tuổi hoặc lớn tuổi hơn là người. Cỡ hộ trung bình là 2,59 và cỡ gia đình trung bình là 3,12.
Cơ cấu độ tuổi của dân cư sinh sống trong quận này gồm có 18,80% dưới độ tuổi 18, 9,90% 18-24, 39,60% 25-44, 20,80% từ 45 đến 64, và 10,80% từ 65 tuổi trở lên người. Độ tuổi trung bình là 37 năm. Đối với mỗi 100 nữ có 205,40 nam (đây là mức cao nhất của bất kỳ quận US / giáo xứ năm 2000). Đối với mỗi 100 nữ 18 tuổi trở lên, đã có 240,90 nam giới.
Thu nhập trung bình cho một hộ gia đình trong quận này đạt mức USD 26.803, và thu nhập trung bình cho một gia đình là USD 32.162. Phái nam có thu nhập trung bình USD 20.813 so với 21.920 USD đối với nữ giới. Thu nhập bình quân đầu người của quận là 12.836 USD. Có 15,20% gia đình và 18,50% dân số sống dưới mức nghèo khổ, bao gồm 23,60% những người dưới 18 tuổi và 13,50% của những người 65 tuổi hoặc hơn.
Tổng điều tra dữ liệu cho Crowley quận bao gồm 1.955 tù nhân. Dân số nhà tù là 19,23% da đen, và 24,35% người Hispano. Nếu không có tù nhân, Crowley Quận sẽ được trắng 86,72%, 0,36% da đen, và 21,55% người Tây Ban Nha. Là một tỷ lệ phần trăm dân số, Crowley có dân số điều tra trong tù hơn bất cứ quận khác ở trong nước. 